# 최형식
최형식(崔亨植, 1955년 11월 29일 ~ )은 대한민국의 정치인이다. 제39·41·42·43대 전라남도 담양군수이다. 본관은 전주.

## 학력
- 1976 송원고등학교 졸업
- 1997 광주대학교 산업교육학과 교육학 학사
- 1999 전남대학교 행정대학원 정책학과 행정학 석사
- 1999 조선대학교 일반대학원 정치외교학과 정치학 석사
- 2008 전남대학교 일반대학원 정치학 박사과정 수료

## 경력
- 제12, 13대 국회의원 비서관,보좌관
- 1991.07 ~ 2002.03 제4~6대 전라남도의회 의원(3선)
- 국회환경포럼 정책자문위원
- 담양군재향군인회 회장
- 2002.07 ~ 2006.06 제39대 민선 3기 전라남도 담양군수
- 대통령자문지속가능발전위원회 위원
- 광주대학교 겸임교수
- 대통합민주신당 대통령후보 전남선대위 상임부위원장
- 민주당 전남도당 상임부위원장
- 2010.07 ~ 2022.06 제41·42·43대 민선 5·6·7기 전라남도 담양군수(3선, 더불어민주당)
- 2018.09 ~ 2020.09 : 전국시장·군수·구청장협의회 부회장 겸 전남 협의회장

## 역대 선거 결과
|  | 52.9% |

|  | 67.60% |

|  | 0% |

|  | 53.53% |

|  | 45.77% |

|  | 59.23% |

|  | 50.27% |

|  | 46.55% |